# Cristian Diaconescu

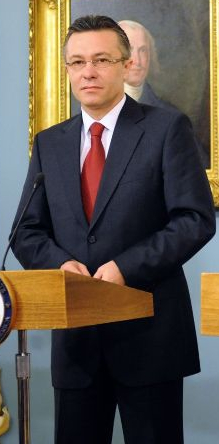
Cristian Diaconescu (2009)

Cristian Diaconescu (* 2. Juli 1959 in Bukarest) ist ein rumänischer Jurist, Diplomat und Politiker (PSD, UNPR, Partidul Mișcarea Populară). Er ist seit 2021 Vorsitzender der Partidul Mișcarea Populară. Zuvor war er von 2004 bis 2012 Mitglied des rumänischen Senats sowie von Dezember 2008 bis Oktober 2009 und von Januar bis Mai 2012 Außenminister Rumäniens.

## Biografie
Nach dem Schulbesuch studierte er von 1979 bis 1983 Rechtswissenschaften an der Universität Bukarest. Nach Beendigung des Studiums wurde er Richter am Landwirtschaftlichen Gericht des Kreises Ilfov. 1985 erfolgte seine Ernennung zum Richter am 4. Bezirksgericht von Bukarest sowie 1989 zum Sonderinspektor im Justizministerium. Er war Mitglied der Rumänischen Kommunistischen Partei zwischen 1982 und 1989.
1990 trat er in den Diplomatischen Dienst und war zunächst bis 1993 an der Ständigen Vertretung bei der Organisation für Sicherheit und Zusammenarbeit in Europa (OSZE) in Wien. Anschließend wurde er Koordinator der Sektion für die Zusammenarbeit mit der OSZE im Außenministerium und danach zwischen 1995 und 1996 Stellvertretender Leiter der Ständigen Vertretung bei der OSZE in Wien. Anschließend kehrte er als Mitarbeiter des Direktorates für die OSZE ins Außenministerium zurück und war daraufhin von 1997 bis 1998 Direktor des Direktorates für die OSZE und die Zusammenarbeit mit subregionalen Strukturen im Außenministerium. Im Anschluss daran war er bis 2000 Generaldirektor des Direktorates für Grundsätzliche Fragen und Konsularische Angelegenheiten. Zugleich war er Chefunterhändler für bilaterale Verträge und Übereinkommen zum Grenzregime, Minderheitenschutz sowie in Sicherheitsfragen. Des Weiteren war er während dieser Zeit Leiter der Delegationen bei Menschenrechtsverhandlungen bei der OSZE sowie der UN-Menschenrechtskommission in Genf.
Von Mai bis Dezember 2000 war er Stellvertretender Generalsekretär der Schwarzmeer-Wirtschaftskooperation (BSEC) in Istanbul im Range eines Botschafters.
Neben seiner diplomatischen Tätigkeiten war er darüber hinaus nach dem Absolvieren eines Spezialistenkurses am Konfliktpräventionszentrum im Jahr 1992 auch 1993 Associate Professor an der Hyperion Universität. 1995 gehörte er zu den Gründungsmitgliedern der Stiftung des Nationalen Verteidigungskollegs, an dem er anschließend zwischen 1997 und 2000 Professor für Rechtswissenschaften und Internationale Beziehungen war.
Im Dezember 2000 erfolgte seine Ernennung zum Staatssekretär für zwischenstaatliche Angelegenheiten im Außenministerium (unter dem Minister Mircea Geoană). In dieser Funktion war er zugleich Chefunterhändler bei der Verhandlung des Vertrages zur Staatsgrenze zwischen Rumänien und der Ukraine, für grundlegende politische Verträge mit der Russischen Föderation sowie zu den Rechten von Magyaren in den Nachbarländern zu Ungarn. Anschließend war er von Januar bis März 2004 Staatssekretär für Europäische Angelegenheiten im Außenministerium. Während dieser Zeit war er außerdem Honorarprofessor für Internationale Beziehungen und Europäische Studien an der privaten Universität Spiru Haret.
Nachdem er 2002 Mitglied der Partidul Social Democrat (PSD) wurde, erfolgte 2004 seine Wahl zum Mitglied des Senats (Senatul). Diaconescu wurde darüber hinaus im März 2004 zum Justizminister in das Kabinett von Premierminister Adrian Năstase berufen und übte dieses Amt bis zum Ende von Năstases Amtszeit im Dezember 2004 aus. 2005 wurde er außerdem zum Stellvertreter des neuen PSD-Vorsitzenden Mircea Geoană gewählt. Im Jahr 2007 promovierte er zum Doktor der Rechtswissenschaften. Bei der Kommunalwahl im Juni 2008 war Diaconescu Kandidat der PSD für das Amt des Oberbürgermeisters von Bukarest, kam aber mit 12,3 Prozent der Stimmen im ersten Wahlgang nur auf den dritten Platz.
Nach den Parlamentswahlen 2008 wurde er am 22. Dezember 2008 vom neuen Premierminister Emil Boc zum Minister für Auswärtige Angelegenheiten in dessen Kabinett berufen. Im März 2009 gab er der Frankfurter Allgemeinen Zeitung ein Interview und sprach dabei über Wirtschaftskrise, die Korruption im Land und den Umgang mit dem Erbe der Ceaușescu-Diktatur. Mit dem Zerfall der Regierungskoalition am 1. Oktober 2009 trat Diaconescu von seinem Amt als Außenminister zurück.
Ende Februar 2010 verließ er die PSD im Streit und trat im Senat der Fraktion der Unabhängigen bei. Anschließend wurde er Mitglied der vom ehemaligen PSD-Mitglied Gabriel Oprea gegründeten Uniunea Națională pentru Progresul României (UNPR; „Nationale Union für den Fortschritt Rumäniens“). Nach der Entlassung des Außenministers Teodor Baconschi im Zuge der Massenproteste der Opposition wurde Diaconescu am 24. Januar 2012 erneut zum Außenminister im Kabinett Boc II ernannt. Dieses Amt behielt er auch im Kabinett Ungureanu bis zum Regierungswechsel am 7. Mai 2012. Staatspräsident Traian Băsescu (PD-L) ernannte Diaconescu kurz darauf zu seinem Berater. Er schied daraufhin Ende Mai 2012 aus dem Senat aus und verließ auch die UNPR.
Diaconescu kandidierte bei der Präsidentschaftswahl in Rumänien 2024, verpasste jedoch den Einzug in die Stichwahl.